# Valvola coassiale
Una valvola coassiale è una valvola automatica che raggruppa in un unico dispositivo sia il meccanismo di intercettazione che quello di comando. Viene definita assiale per la direzione del movimento del meccanismo di intercettazione (tubo) che è appunto parallelo alla direzione di passaggio del fluido intercettato stesso.
Queste valvole possono essere a comando diretto o a comando indiretto: 
- Le valvole a comando diretto sfruttano degli elettromagneti per spostare la parte interna mobile e quindi consentire o bloccare il passaggio del fluido.
- Le valvole a comando indiretto, invece, utilizzano aria compressa o olio come fluido di comando.

Possono essere a doppio effetto o a semplice effetto (con una posizione di riposo che può essere a sua volta aperta o chiusa) in funzione dell’applicazione.
Sono valvole compatte, molto veloci nel commutare il loro stato (aperta/chiusa e viceversa) e che garantiscono un elevatissimo numero di cicli, senza alcuna manutenzione (10 volte o più di una semplice valvola a sfera).
La fluidodinamica interna deve essere studiata in modo da ridurre le perdite di carico ed evitare, specialmente con acqua e liquidi in generale, fenomeni di cavitazione, vibrazioni e rumorosità.
A causa del sistema di chiusura e per l’ottimizzazione della fluidodinamica, queste valvole sono spesso monodirezionali o viene ridotta la pressione intercettabile nel verso non preferenziale.